# Michael Phillips (productor)
Michael Phillips (29 de junio de 1943) es un productor de cine estadounidense.

## Primeros años y educación
Phillips nació en Brooklyn y creció en Long Island. Su madre, Shirley, era maestra y ama de casa; su padre, Larry, era fabricante de prendas de vestir. Más tarde se convirtieron en comerciantes de arte asiático antiguo. Phillips obtuvo una licenciatura en historia en Dartmouth College y un Doctorado en Jurisprudencia en la Escuela de Derecho de la Universidad de Nueva York. Después de ser admitido en el Colegio de Abogados de Nueva York en 1969, trabajó como analista de valores en Wall Street. En 1971, él y su esposa se mudaron a Malibú, California, y produjeron su primera película, Steelyard Blues, protagonizada por Jane Fonda y Donald Sutherland.

## Carrera cinematográfica
En 1972, Phillips, junto con su entonces esposa, Julia Phillips, y el productor Tony Bill, financiaron el desarrollo del guion de El golpe por un total de $3,500. En 1973, la película recibió el premio Óscar a la Mejor Película. Michael y Julia fueron el primer equipo de esposos en ganar el premio a la Mejor Película. La pareja luego produjo Taxi Driver (que luego ganaría la Palma de Oro en el Festival de Cine de Cannes de 1976) y Encuentros Cercanos del Tercer Tipo de Steven Spielberg.
En 1984, su compañía de producción, Mercury Entertainment, salió a bolsa con la intención de capitalizar sus éxitos anteriores. Mercury planeaba producir de tres a cinco películas al año en el rango de $10 millones, con costos de operación y desarrollo a cargo de ABC Motion Pictures, mientras que el financiamiento de la producción sería proporcionado por los principales estudios. Las películas The Flamingo Kid de 1984 y Don't Tell Mom the Babysitter's Dead de 1991 no tuvieron tanto éxito como se esperaba y en 1992, Philips ofreció llevar la empresa a privado recomprando acciones pendientes a siete centavos por dólar. En 1986, se asoció con Michael Douglas para lanzar una nueva compañía para producir largometrajes financiados de forma independiente, y tiene la opción de comprar la compañía de Douglas, Big Stick Inc. En 2006, Mercury Entertainment se fusionó con Debmar Studios para formar Debmar-Mercury (ahora una subsidiaria totalmente propiedad de Lions Gate Entertainment).
El golpe fue incluido en el Salón de la Fama del Sindicato de Productores de América, otorgando a cada uno de sus productores un Premio Golden Laurel. En junio de 2007, Taxi Driver fue clasificada como la 52ª mejor película estadounidense de todos los tiempos por el American Film Institute. En diciembre de 2007, Encuentros Cercanos fue considerada "cultural, histórica o estéticamente significativa" por la Biblioteca del Congreso y seleccionada para su preservación en el Registro Nacional de Cine.

## Filmografía

### Cine
| Año  | Título                               | Créditos            |
| ---- | ------------------------------------ | ------------------- |
| 1973 | Steelyard Blues                      |                     |
| 1973 | The Sting                            |                     |
| 1976 | Taxi Driver                          |                     |
| 1976 | The Big Bus                          | Productor ejecutivo |
| 1977 | Close Encounters of the Third Kind   |                     |
| 1981 | Heartbeeps                           |                     |
| 1982 | Cannery Row                          |                     |
| 1984 | The Flamingo Kid                     |                     |
| 1991 | Don't Tell Mom the Babysitter's Dead | Productor ejecutivo |
| 1991 | Eyes of an Angel                     | Productor ejecutivo |
| 1992 | Mom and Dad Save the World           |                     |
| 1997 | Mimic                                | Productor ejecutivo |
| 2001 | Impostor                             | Productor ejecutivo |
| 2007 | The Last Mimzy                       |                     |